# 2013 au Vatican
Chronologie du Vatican
- 2009
- 2010
- 2011
- 2012
- 2013
- 2014
- 2015
- 2016
- 2017

2011 par pays en Europe - 2012 par pays en Europe - 2013 par pays en Europe - 2014 par pays en Europe
2011 en Europe - 2012 en Europe - 2013 en Europe - 2014 en Europe

## Administration
- Pape : Benoît XVI puis François
- Président du Gouvernorat : Giuseppe Bertello
- Camerlingue de la Sainte Église romaine : Tarcisio Bertone
- Cardinal secrétaire d'État : Tarcisio Bertone puis Pietro Parolin

## Chronologie

### Janvier 2013
- Lundi 7 janvier 2013 : présentation des vœux pour la nouvelle année aux membres du corps diplomatique agréés au Vatican. Il a rappelé le devoir des États de travailler pour la paix dans le monde et la paix sociale, il a aussi insisté sur la liberté de pouvoir pratiquer sa religion[1].
- Jeudi 10 janvier 2013 :
  - Slavica Karačić a présenté ses lettres de créances pour devenir le nouvel ambassadeur de la Bosnie-Herzégovine près le Saint-Siège[2].
  - Visite « Ad limina Apostolorum » du cardinal Agostino Vallini, vicaire de Sa Sainteté pour le diocèse de Rome avec le vicegérant Filippo Iannone et les évêques auxiliaires de Rome[Note 1],[3].
- Lundi 14 janvier 2013 : Visite « Ad limina Apostolorum » de membres de la conférence épiscopale de la région ecclésiastique d'Abruzzes-Molise[Note 2],[4].
- Mercredi 16 janvier 2013 : publication de deux lettres par le pape Benoît XVI sous forme de Motu proprio dans lesquelles il modifie la constitution apostolique Pastor Bonus :
  - Ministrorum institutio : transfert de la compétence sur les séminaires de la Congrégation pour l’éducation catholique à la Congrégation pour le clergé[5]
  - Fides per doctrinam : transfert de la compétence pour la catéchèse de la Congrégation pour le clergé au Conseil pontifical pour la promotion de la nouvelle évangélisation[6].
- Samedi 19 janvier 2013 : concession par Benoît XVI de la communion ecclésiastique[7] pour le nouveau patriarche d'Alexandrie des Coptes : Ibrahim Isaac Sidrak[Note 3] en remplacement de son prédécesseur Antonios Naguib. Dans sa lettre de concession le pape réaffirme sa prière pour cette Église et son désir que ses fidèles trouvent en leur nouveau patriarche une paternelle sollicitude. Il conclut sa lettre par une bénédiction apostolique pour l'ensemble de l'Église Patriarcale.

### Février 2013

armes du Saint-Siège durant la sedisvacance

- Lundi 11 février 2013 : annonce du pape Benoît XVI de sa renonciation à sa charge de pape durant le consistoire pour la canonisation des martyrs d'Otrante qui prendra effet le 28 février 2013.

- Mercredi 13 février 2013 : lettre à l'attention du Fonds international de développement agricole pour sa 36e session du conseil des gouverneurs. Le pape y exprime son soutien sur la volonté de cet organisme de lutter contre la faim mais aussi de la volonté de créer des emplois. Il y souligne l'importance de prendre en compte la dignité de chaque personne. Il fait aussi référence à la nécessité de former au mieux les pauvres agriculteurs afin que ceux-ci puissent exercer et défendre leur travail sans être des personnes manipulés afin de servir les plus forts[8].
- Vendredi 22 février 2013 : Fête de la Chaire de saint Pierre
  - Publication de la lettre apostolique en forme de Motu proprio : Normas Nonnullas effectuant des changements dans les normes relatives à l'élection du Pontife Romain. Dans ce motu proprio, Benoît XVI donne notamment la possibilité d'avancer la date du conclave sous certaines conditions.
  - Création de la nonciature apostolique (en) près du Soudan du Sud et de l'ambassade de celui-ci près le Saint-Siège.
- Jeudi 28 février 2013 : renonciation effective de Benoît XVI entrainant une vacance du siège apostolique. Celui-ci se retire à Castel Gandolfo. C'est le cardinal Tarcisio Bertone, camerlingue de la Sainte Église romaine qui est chargé de constater la vacance du siège apostolique, de briser l'anneau du pécheur, mettre sous scellés les appartements pontificaux et de gérer les affaires courantes du Vatican.

### Mars 2013

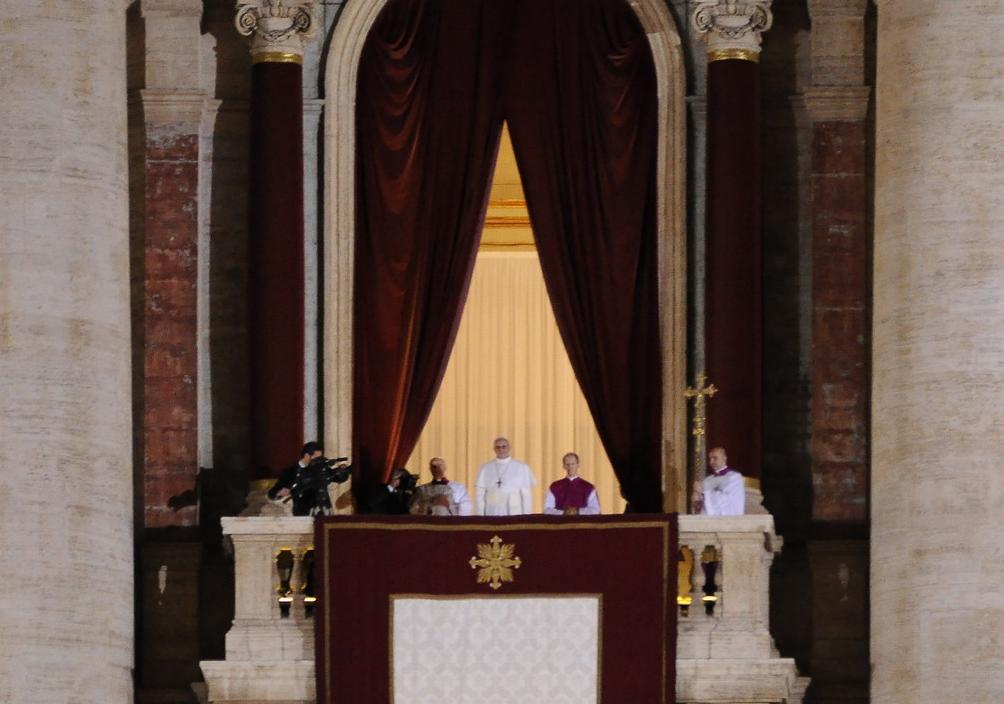
Première apparition du Pape François au balcon de la Basilique

- Mardi 12 au mercredi 13 mars 2013 : tenue du conclave pour désigner le nouveau Pape.

- Mercredi 13 mars 2013 : élection de François comme nouveau pape de l'Église catholique, avec sa première apparition au balcon de la basilique Saint-Pierre, il y a prononcé sa première bénédiction urbi et orbi, dans laquelle il a recommandé aux fidèles de prier pour lui.
- Mardi 19 mars 2013 : messe solennelle d'inauguration du pontificat du pape François appelée aussi « messe d'inauguration du ministère pétrinien de l'évêque de Rome » devant 150 000 à 200 000 fidèles et 132 délégations officielles de pays du monde entier. Comme à l'habitude cette messe a eu lieu sur la place Saint-Pierre.
- Samedi 23 mars 2013 : le pape François rencontre son prédécesseur Benoît XVI à Castel Gandolfo, rencontre au cours de laquelle il a eu un entretien privé de près de trois heures. Cette rencontre était un temps fort médiatiquement, car pour la première fois on pouvait photographier un pape en fonction et son prédécesseur à ses côtés.
- Dimanche 31 mars 2013 : Pâques

Première bénédiction urbi et orbi du pape François à l'occasion de la fête de Pâques, dans laquelle il a invité les catholiques à accueillir la résurrection du Christ. Il a aussi exprimé son désir de paix spécialement l'Asie, l'Afrique et le Moyen-Orient.

### Avril 2013
- Lundi 1er avril 2013 : Première visite officielle du pape François au tombeau de saint Pierre, avec une visite des grottes vaticanes, pour se recueillir sur le tombeau de ses prédécesseurs[Note 4].
- Dimanche 7 avril 2013 : prise de possession de la cathédrale Saint-Jean-de-Latran du pape François en présence du cardinal-vicaire de Rome Agostino Vallini, avec une apparition pour la première fois depuis 1978 au balcon de la cathédrale. Abandonnant l'usage qu'avait repris Benoît XVI d'utiliser le bâton pastoral de Pie IX, il reprend à l'occasion la férule utilisée par Paul VI et Jean-Paul II qui permet au pape « de montrer à l’humanité souffrante d’aujourd’hui l’image parlante du Christ crucifié » selon le vaticaniste Luigi Accatolli[10].

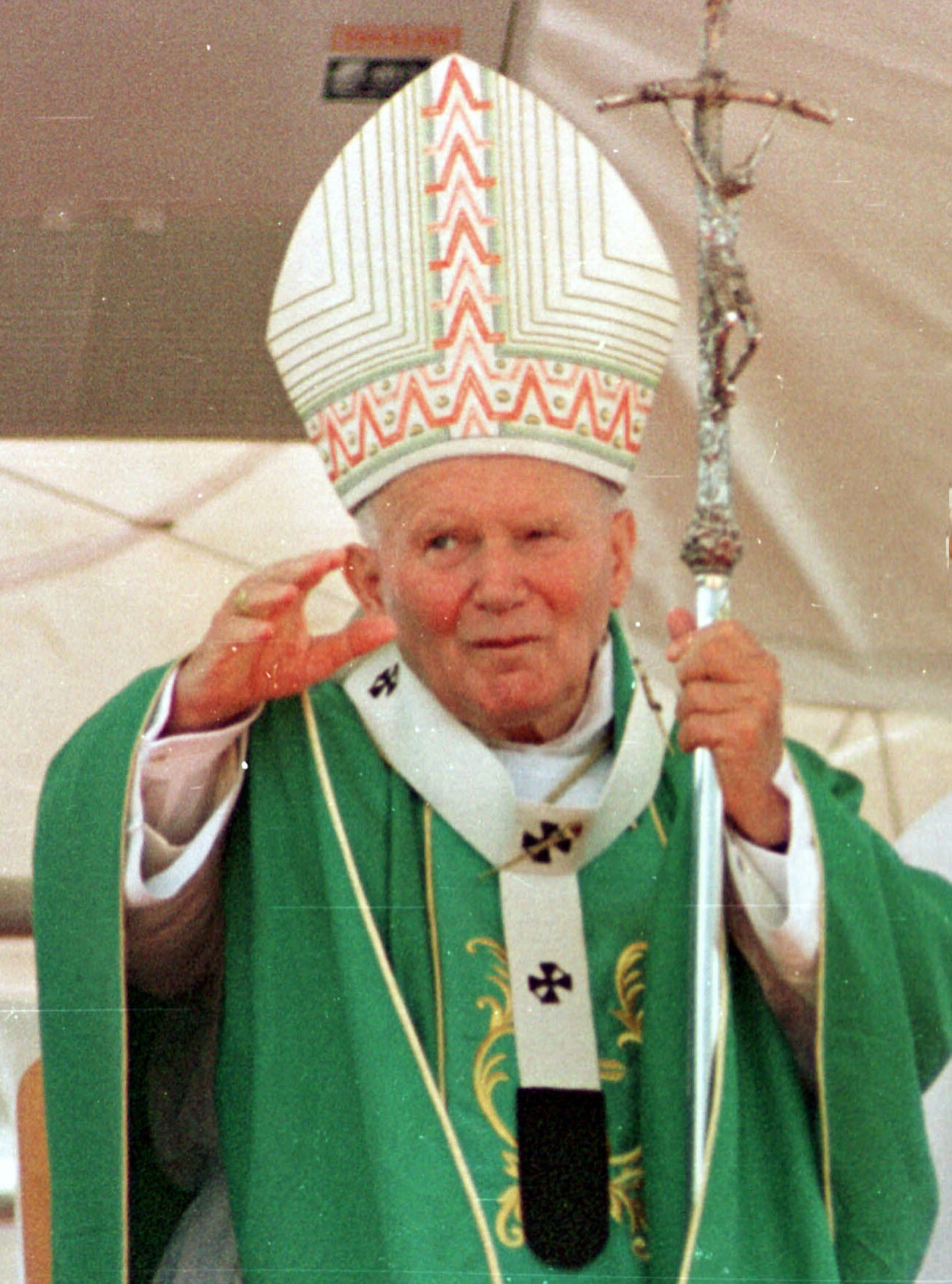
Jean-Paul II avec la férule
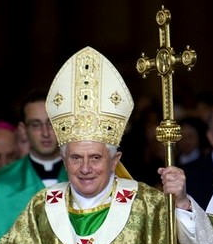
Benoît XVI et son bâton pastoral

- Vendredi 12 avril 2013 : le Pape demande à la secrétairerie d'État de ne plus délivrer de titre honorifique de prélat, à l'exception du personnel diplomatique. Cette décision est temporaire, car le Pape souhaite statuer sur ces statuts avec son conseil des cardinaux. Cette décision est la succession de décisions qui restreignent le nombre de titres honorifiques existants initié par le motu-proprio Pontificalis Domus promulgué en 1968 par le pape Paul VI[11].
- Samedi 13 avril 2013 : Création d'un groupe de huit cardinaux par le pape François pour réformer la Curie[12], notamment avec une révision de la constitution apostolique : Pastor Bonus. C'est le cardinal Óscar Andrés Rodríguez Maradiaga qui est nommé à la tête de ce groupe, avec Mgr Marcello Semeraro comme secrétaire. Cette création est un des points sur lesquels le Pape était attendu, à la suite de ses prises de paroles durant les sessions générales qui ont précédé le conclave de 2013.

### Mai 2013
- Jeudi 2 mai 2013 : Retour de Benoît XVI qui est maintenant pape émérite au Vatican après son séjour à Castel Gandolfo. Il occupera désormais un ancien monastère du Vatican aménagé pour lui. Après son installation il s'est recueilli avec son successeur dans la chapelle du monastère[13].

### Juin 2013
- Samedi 1er juin 2013 : visite officielle du président de l'Uruguay : José Mujica Cordano[14]
- Samedi 29 juin 2013 : Solennité des Saints Pierre et Paul, avec l'imposition du pallium aux nouveaux archevêques métropolitains[15].

### Juillet 2013

Logo des JMJ de Rio

- Vendredi 5 juillet 2013 : présentation de la première encyclique du pape François : Lumen fidei (la lumière de la Foi), rédigée en s'appuyant sur les travaux de son prédécesseur Benoît XVI. Elle a été présentée par Mgr Gerhard Ludwig Müller, préfet de la Congrégation pour la doctrine de la foi, le cardinal Marc Ouellet, préfet de la Congrégation pour les évêques, et Mgr Rino Fisichella, président du Conseil pontifical pour la promotion de la nouvelle évangélisation.
- Lundi 8 juillet 2013: le pape se rend sur l'île italienne de Lampedusa située au large de la Tunisie, porte d'entrée en Europe pour de nombreux migrants africains. Cette visite, décidée quelques jours auparavant en réponse à une recrudescence d'arrivée de migrants, se déroule avec un protocole très allégé, sans représentant du gouvernement italien ni représentant de l'épiscopat italien autre que l'évêque du lieu, Mgr Francesco Montenegro. Elle a pour objectif d'attirer l'attention du monde sur la situation des migrants et fustiger « La culture du bien-être » qui rend les hommes « insensibles aux cris d'autrui (...) et aboutit à une globalisation de l'indifférence »[16].
- Jeudi 11 juillet 2013 : publication d'une lettre apostolique en forme de Motu proprio sur la juridiction des organes judiciaires de l'état de la cité du Vatican en matière pénale, pour entrer en vigueur le 1er septembre[17].
- Vendredi 19 juillet 2013 : création par le Pape François de la Commission Pontificale référente sur l'organisation de la structure économico-administrative du Saint-Siège[18] composée de 7 laïcs et d'un religieux dans le but de conseiller le pape sur les moyens pour améliorer la transparence des finances du Saint-Siège.
- Lundi 22 juillet 2013 au lundi 29 juillet 2013 : voyage apostolique à Rio de Janeiro (Brésil) à l'occasion de la XXVIIIe Journée mondiale de la Jeunesse[19].
  - Jeudi 25 juillet 2013: Visite de la Favela de Varginha à Rio de Janeiro[20],[21].

### Août 2013
- Jeudi 8 août 2013 : publication d'une lettre apostolique en forme de Motu proprio sur La prévention et la lutte contre le blanchiment, le financement du terrorisme et la prolifération d'armes de destruction massive[22]

### Septembre 2013
- Dimanche 1er septembre 2013 : Au cours de l'Angélus, le pape a fait un appel général pour la paix dans le monde notamment en Syrie[23], en condamnant fortement l'usage des armes chimiques. Il a appelé à une journée de jeûne et de prière pour la paix en Syrie, au Moyen-Orient, et dans le monde entier, en proposant aussi aux non catholiques et personnes de bonne volonté à s'unir à cette démarche[24].
- Jeudi 5 septembre 2013 : le Pape écrit au président de la Russie: Vladimir Poutine alors président du G20 de trouver une solution pacifique lors de la réunion de Saint-Pétersbourg, notamment en demandant la poursuite futile d'une solution militaire[25].
- Samedi 7 septembre 2013 :
  - Journée mondiale de jeûne et de prière pour le pays en Syrie, dans le Moyen-Orient et dans le monde[Note 5].
  - Peter Sopko a présenté ses lettres de créance pour devenir le nouvel ambassadeur de la République slovaque près le Saint-Siège[26]
- Vendredi 13 septembre 2013 : Denis Fontes de Souza Pinto a présenté ses lettres de créances pour devenir le nouvel ambassadeur du Brésil près le Saint-Siège[27].
- Dimanche 22 septembre 2013 : visite pastorale à Cagliari.
- Lundi 30 septembre 2013 : consistoire ordinaire public pour la future canonisation des bienheureux pape Jean XXIII et Jean-Paul II[28].

### Octobre 2013

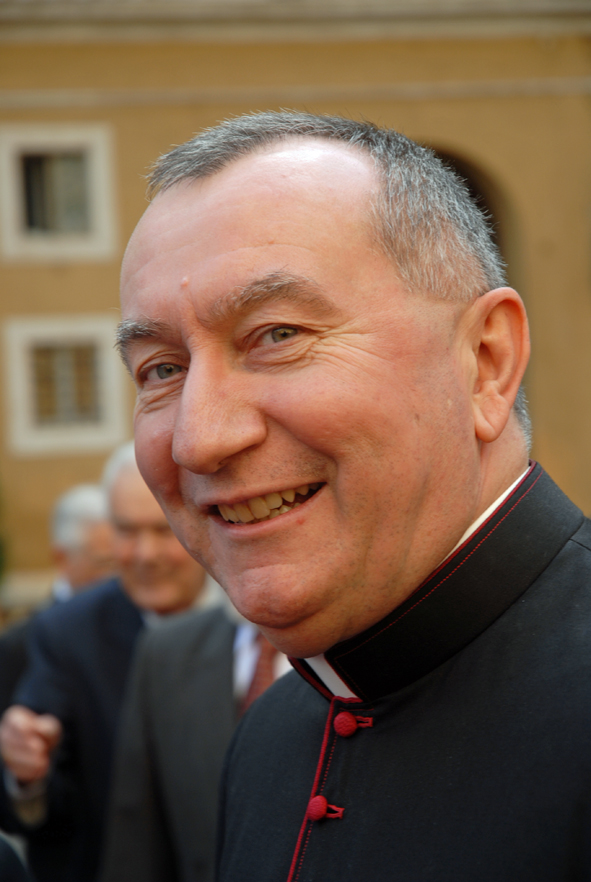
Mgr Pietro Parolin

- Vendredi 4 octobre 2013 : visite Pastorale à Assise[29]. Cette visite composée de rencontre avec des enfants malades, des pauvres, les membres du diocèse, est aussi ponctuée de visites privées sur les lieux marquants de la vie de Saint François d'Assise.
- Mardi 8 octobre 2013 : annonce de la convocation de la troisième assemblée générale extraordinaire du synode des évêques sur la famille par le pape François qui aura lieu du 5 au 19 octobre 2014.
- Dimanche 13 octobre 2013 : consécration du monde au Cœur immaculé de Marie par le pape François[30].
- Mardi 15 octobre 2013 :
  - Obtention par le Vatican de la gestion du domaine .catholic par l'agence ICANN[31]. Le Vatican avait fait la demande de ce nom de domaine afin d'offrir aux instances ecclésiastiques et mouvements d'Église la possibilité de l'utiliser afin de différencier les mouvements officiellement reconnus par l'Église faisant ainsi d'elles des sources fiable du catholicisme sur le Web.
  - Prise de fonction de Mgr Pietro Parolin comme secrétaire d'État en remplacement du cardinal Tarcisio Bertone qui se retire pour raison d'âge.
- Lundi 21 octobre 2013 : signature d'un accord additionnel entre le Saint-Siège et la Hongrie dans la continuité de l'accord fait entre les deux entités le 20 juin 1997. Cet accord est signé d'une part par le nonce apostolique en Hongrie Mgr Alberto Bottari de Castello et d'autre part par le vice premier ministre de Hongrie : Zsolt Semjén[32].
- Samedi 26 octobre 2013 : le compte twitter officiel @Pontifex du pape dépasse les 10 000 000 de followers[33].

### Novembre 2013
- Mercredi 6 novembre 2013 : lors de la séance générale donnée par le Pape, celui-ci lors de son contact avec la foule a étreint puis embrassé un homme complètement défiguré et toujours fui par les gens[34]. Ce geste fort médiatique a fait le tour du monde.
- Jeudi 7 novembre 2013 : protocole d'accord entre le Vatican et la république du Tchad, sur la reconnaissance de la personnalité juridique de l'Église catholique et des institutions ecclésiastiques définissant ainsi les relations Église-État[35].
- Lundi 11 novembre 2013 : le Pape a chargé le Conseil pontifical Cor unum de faire parvenir une aide d'urgence de 150 000 Dollars (US) pour les Philippins, à la suite du passage du typhon Haiyan.
- Jeudi 14 novembre 2013 : Première visite du pape au président de la République italienne Giorgio Napolitano au palais du Quirinal. Une rencontre rappelant l'amitié qui lie les deux pays. Le Pape a aussi salué les familles des fonctionnaires, et rappelé aussi l'importance des enfants dans les familles[36].
- Vendredi 15 novembre 2013 :
  - Ordination épiscopale de Mgr Fernando Vérgez Alzaga nouveau secrétaire général du Gouvernorat de l'État de la Cité du Vatican[37]. À cette occasion le pape François a rappelé le rôle d'un évêque notamment en disant « Le ministère épiscopal est un service et non un honneur ».
  - Publication d'une lettre apostolique en forme de Motu Proprio par laquelle est approuvé le nouveau statut de l'Autorité d'Information Financière. Ces nouveaux statuts dotent cette autorité d'un bureau spécial pour la vigilance préventive, et de ressources professionnelles.
- Dimanche 24 novembre 2013 : Fête du Christ Roi

Célébration de la clôture de l'année de la Foi à la place Saint-Pierre. Cette messe a eu lieu en présence des patriarches et des archevêques des églises orientales.
- Mardi 26 novembre 2013 : publication de la première exhortation apostolique du pape François : Evangelii gaudium. Dans cette exhortation le pape revient sur l'évangélisation en proposant une nouvelle démarche[40].
- Vendredi 29 novembre 2013 : Annonce du Pape François que l'année 2015 serait l'année de la vie consacrée[41] après s’être entretenu pendant trois heures avec 120 membres de l'union des supérieurs majeurs. Il a exprimé son désir de voir les communautés être capables de sortir de leur nid et de partir pour les frontières du monde. Il a rappelé que l'Église doit savoir demander pardon pour ses fautes. Il a enfin insisté sur le besoin de formation spirituelle, intellectuelle, communautaire et apostolique.

### Décembre 2013
- Dimanche 1er décembre 2013 : Premier dimanche de l'Avent

Visite pastorale à la paroisse romaine Saint Cyrille d'Alexandrie
- Lundi 2 décembre 2013 : Visite « Ad limina Apostolorum » du cardinal archevêque Willem Jacobus Eijk et des évêques[Note 7] de la province ecclésiastique de l'archidiocèse d'Utrecht (Pays-Bas)[43].
- Vendredi 6 décembre 2013 : Vibrant hommage du Pape à la suite de la mort de Nelson Mandela le 5 décembre 2013. Il y souligne les valeurs de Mandela sur la dignité humaine et sa volonté de non-violence et de réconciliation[44].
- Mercredi 11 décembre 2013 : le magazine Time désigne le pape François, personnalité de l'année 2013[45], il est le troisième pape après Jean-Paul II et Jean XXIII à être élu comme personnalité de l'année dans ce magazine. Barack Obama[Note 8] qui avait été élu l'année précédente à ce titre a approuvé ce choix en assurant que le pape était pour lui quelqu'un d'une humilité incroyable.
- Jeudi 12 décembre 2013 : les nouveaux ambassadeurs[Note 9] ont présenté leurs lettres de créances pour devenir les nouveaux ambassadeurs près le Saint-Siège pour les pays de l'Algérie, l'Islande, Danemark, du Lesotho, de la Palestine, de Sierra Leone, Cap Vert, Burundi, Malte, Suède, Pakistan, Zambie, Norvège, Koweït, Burkina Faso et Uganda[46].
- Dimanche 15 décembre 2013 : Troisième dimanche de l'Avent

Au cours d'une interview avec le quotidien La Stampa, le pape a coupé court à une possibilité lancée par le directeur de la salle de presse du Saint-Siège, que des femmes puissent devenir cardinal en traitant cela de « una battuta » (ce qui veut dire: une plaisanterie), et en rajoutant que « Les femmes dans l’Église doivent être valorisées, pas “cléricalisées” ». Il a aussi stoppé les rumeurs au sujet de son exhortation apostolique Evangelii gaudium, sur laquelle certains ont cru que le pape soutenait le marxisme, en affirmant que cette idéologie est erronée.
- Lundi 16 décembre 2013 : Confirmation de Marc Ouellet comme préfet de la Congrégation pour les évêques par le pape François, avec la nomination de nouveaux membres[48].
- Mardi 17 décembre 2013 : Promulgation du décret déclarant le bienheureux Pierre Favre : saint de l'église catholique[49]. Pierre Favre est un des cofondateurs de la Compagnie de Jésus dont vient le Pape François.
- Samedi 28 décembre 2013 : érection du diocèse de Sultanpet en Inde avec comme premier évêque : Peter Abir Antonisamy[50] par le pape François.